# LVMH – Moët Hennessy Louis Vuitton
LVMH – Moët Hennessy Louis Vuitton SA (často jen zkráceně LVMH) je francouzský koncern se sídlem v Paříži, který je majitelem více než 60 obchodních značek luxusního zboží. V roce 2010 měla firma 83 500 zaměstnanců a obrat 20,3 miliardy €. Skupina vznikla v roce 1987 fúzí společností Louis Vuitton a Moët Hennessy. Název koncernu tvoří jména výrobce kufrů a kabelek Louis Vuitton, producenta šampaňského Moët et Chandon, a výrobce koňaku Hennessy.
Největším akcionářem společnosti LVMH s podílem 46,6 % všech akcií je holding, jehož majitelem je Bernard Arnault, 2. nejbohatší muž světa (agentura Bloomberg, 2022).

## Značky skupiny LVMH
alkohol
- šampaňské: Moët & Chandon, Ruinart, Mercier, Dom Pérignon, Veuve Clicquot, Krug
- koňak: Hennessy
- rum: 10 Cane
- vodka: Belvedere, Chopin
- víno: Domaine Chandon California, Bodegas Chandon, Domaine Chandon Australia, Château d'Yquem, Terrazas de los Andes, Newton, Cape Mentelle, Cloudy Bay, Cheval des Andes, Numanthia
- whisky: Glenmorangie, Ardbeg, Glen Moray

móda
- oděvy, kožené zboží, doplňky: Louis Vuitton, Givenchy, Céline, Kenzo, Loewe, Marc Jacobs, Fendi
- oděvy a doplňky: Emilio Pucci, Donna Karan, Thomas Pink
- obuv a doplňky: Berluti, StefanoBi

kosmetika
- parfémy: Perfumes Loewe, Acqua di Parma
- kosmetika: Make Up For Ever, Laflachère
- parfémy a kosmetika: Christian Dior, Parfums Givenchy, Guerlain, Kenzo Parfums, Benefit Cosmetics, Fresh

šperky
- hodinky: Dior Watches, TAG Heuer, Zenith, Hublot, Bulgari
- šperky: Bulgari, Fred, Chaumet, De Beers LV

ostatní
- obchody: Duty Free Shoppers, Sephora, Le Bon Marché, Marie-Jeanne Godard, Nowness, Miami Cruiseline Services, La Samaritaine
- média: Investir, Radio Classique, Classica, Connaissance des Arts, Arléa, Les Échos, Défis, TPE-PME, Salon des Entrepreneurs